# Fajac-la-Relenque
Fajac-la-Relenque är en kommun i departementet Aude i regionen Occitanien  i södra Frankrike. Kommunen ligger  i kantonen Salles-sur-l'Hers som ligger i arrondissementet Carcassonne. År 2022 hade Fajac-la-Relenque 51 invånare.

## Befolkningsutveckling
Antalet invånare i kommunen Fajac-la-Relenque
Referens: INSEE